# Arkady Luxemburg
Arkady Luxemburg (n. 15 martie 1939, Jîtomîr, RSS Ucraineană, URSS) este un compozitor și profesor moldo-american. Este un „Maestru emerit al artei” al RSS Moldovenești.

## Biografie
S-a născut în anul 1939 la Jitomir. După absolvirea liceului muzical, specialitatea pian, teorie și compoziție, s-a înmatriculat la Conservatorul moldovenesc de Stat, pe care la absolvit în anul 1964, clasa compoziție, sub conducerea profesorului S. Lobel. Ca  lucrare de diploma a prezentat Concertul nr.1 pentru pian și orchestră, care s-a bucurat de un mare succes la public.
După absolvire Luxemburg a activat ca profesor la disciplinele muzicale - teoretice și compoziție de la Conservatorul din Chișinău (AMTAP) (1967-1972) și (1961-1964), Școala de Muzică „Ștefan Neaga” (1962-1990) și Școala specială de muzică Eugen Coca (Liceul  C. Porumbescu) (1961-1964). Printre discipolii săi s-au numărat interpretele Nadejda Cepraga și Sofia Rotaru.
A. Luxemburg este autor de manuale și lucrări metodice la teoria muzicii, armonie și solfeggio. A fost conducător muzical al câtorva ansambluri muzicale pop. Ansamblul «Ludmila», constituit din 4 tinere purtând numele Ludmila a fost menționat cu Diploma de Onoare la concursul «Alo, noi căutăm talente», iar ansamblul «Majoria» a concertat în ședințele de creație, organizate de Uniunea Compozitorilor din Moldova.
A.Luxemburg este membru al Uniunii Compozitorilor din Moldova, Israel și ASCAP din SUA. La fel a fost membru al Uniunii Compozitorilor din fosta URSS. El este autorul simfoniei "Andrieș" după motivele poveștilor lui Emilian Bucov, «Simfonieta» pentru orchestră, Simfoniei pentru orchestra de coarde «Holocaust», care a fost inspirată de imaginile victimelor Holocaustului de la Muzeul Yad Vashem din Ierusalim și interpretată  în premieră  și înregistrată de Orchestra Simfonică Română din București, precum și al celor 2 concerte pentru pian și al Concertului pentru violoncel și orchestră, primul interpret al căruia a fost Ion Josan. De asemenea este autorul a  2 suite pentru orchestra de coarde, «Youth Overture», «Variations»,  «Humoresque» și «Elegie și Ragtime» pentru orchestră, al Baladei simfonice pentru voce cu orchestră după poeziile de Anatol Codru, al unor creații pentru pian - Suitele «Aquarelle», "În memoria lui Gershwin», «În memoria lui Șostakovici» ,pentru instrumente de coarde și de suflat, ansambluri corale, de asemenea a compus muzică de film.
În operele sale A. Luxemburg utilizează  folclorul moldovenesc si american și imaginile umoristice ale acestora ( «Simfonieta», «Humoresque» pentru orchestră și alte instrumente), elemente de jazz («Elegie și Ragtime» pentru orchestră, Suita nr.2 pentru coarde, Suita nr.2 pentru cvartet de coarde, Suita pentru pian «În memoria lui Gershwin", "Preludes» pentru pian, Suita pentru ansamblu de saxofoane, Suite pentru violoncel si pian, Suita pentru clarinet și pian), precum și mijloacele muzicale moderne de tehnică de serie.
Lucrările sale au fost editate și înregistrate la radio, televiziune și pe discuri. Multe cântece au fost premiate la diferite concursuri.
Între interpreții cântecelor sale se numără: Nadejda Cepraga, Ion Suruceanu, Olga Ciolaku, Anastasia Lazariuc, Aura, ansamblul «Contemporanul» (formație «Noroc»), capela corală «Doina». A. Luxemburg este si  autorul unor cântece pop «În Moldova mea frumoasă», «Băieții veseli», «San Diego al meu». 
Lucrările lui Luxemburg au fost interpretate în state din fosta URSS, România, Ungaria, Republica Cehă, Slovacia, Italia, Franța, Israel și SUA.
Din 1990 și până în 1995 A. Luxemburg a lucrat ca profesor de pian și teoria muzicii la Colegiul pedagogic David Yellin din Ierusalim. Orchestra Israeliană din orașul Raanana, dirijor Yeruham Scharovsky, a interpretat în cursul unui turneu în Franța și în Israel Suita nr.1 pentru coarde. În 1997 la comanda Orchestrei de tineret a orașului Grand Rapids, Michigan, Statele Unite ale Americii, Luxemburg a scrisă «Uvertura pentru tineret» care a fost interpretată de Grand Rapids Symphony,sub bagheta lui John Varineau/ Acolo a fost   interpretată  și «Elegia și Ragtime» . Orchestra de tineret   a interpretat și «Variațiuni» pentru orchestră. În prezent, Arkady Luxemburg locuiește în San Diego și lucrează la Universitatea de Stat din San Diego, la Colegiul Messa și la Ansamblul de  Balet din California. Creațiile sale muzicale au fost interpretate la San Diego de orchestrele: New City Sinfonia  (Suita nr.2 pentru coarde) și Tiferet Israel Orchestra («Elegie și Ragtime», «Humoresque» pentru orchestră. Orchestra «Point Loma» a interpretat cu succes Suita nr.1 pentru orchestra de coarde. Concerte cu creațiile lui Arkady Luxemburg s-au bucurat de succes la sala Ateneum și la sala Bibliotecii Publice din San Diego.

## Creații selective
- Creații pentru orchestra simfonică - Poemei simfonice Andrieș (după motivele poveștilor moldovenești, 1962),
- Creații pentru orchestra simfonică - *Simfonieta (1970);
- pentru voce și orchestră simfonică - Balada (text A.Codru,1975);
- pentru orchestra cu coarde – Preludiu (1967);
- pentru orchestra cu coarde – Patru melodii moldovenești (1971);
- pentru pian și orchestră simfonică – Concert (1965),
- pentru pian și orchestră simfonică – Concert tineresc (1975);
- pentru cvartet cu coarde – Suita (1967);
- pentru cvartet cu coarde – 12 preludii (1971);
- pentru trei trompett și pian – Piesă (1975);
- pentru vioară și pian – Dansul moldovenesc (1960);
- pentru violoncel și pian – Două piese (1976);
- pentru alt și pian – Vocalizo (1960),
- Balada (1976; pentru clarinet și pian – Scherzo (1972), Humoresca (1976);
- pentru trompetă și pian – Suita (1975);
- pentru trombon (sau trompetă) și pian –  Preludiu (1975);
- pentru contrabas - Humoresca (1976);
- pentru voce și pian – Romanțe, texte de Robert Burns și poeți moldoveni; Cântece pe textele poeților sovietici, inclusiv Rodina tvoia *(text N. Dorizo), Pamiati (text M.Tank), În Moldova mea frumoasă (text Gh.Miron), Băieții veseli (text S.Ghimpu), Rossia (text V.Duhanin), Jeleznaia linia veca (text Iu.Pavlov);

## O listă mai completă a lucrărilor

### Lucrări de orchestra simfonică
- 1. "Sinfonietta" pentru orchestră
- 2. Concertul pentru pian și orchestră numărul 1
- 3. Concertul "Tineresc"  pentru pian și orchestră numărul 2
- 4. Concertul pentru violoncel și orchestră
- 5. Suita numărul 1 pentru orchestră de coarde
- 6. Suita numărul 2 pentru orchestră de coarde
- 7. Fantasy pentru pian și orchestră de coarde
- 8. "Melodie de primăvară" fantezie simfonică pentru orchestră
- 9. "Caprice" pentru flaut și orchestră de coarde
- 10. "Balada simfonică" pentru voce și orchestră
- 11. "Waltz" pentru voce și orchestră
- 12. "Suita pentru copii" pentru Orchestra de Cameră
- 13. "Melody" și "Scherzo" pentru orchestră de coarde
- 14. "Variațiuni" pentru orchestră
- 15. "Simfonia" pentru orchestră de coarde
- 16. "Poem" pentru orchestră de coarde
- 17. "Elegy" si "Ragtime" pentru orchestră
- 18. "Overture Tineresc" pentru orchestră
- 19. "Humoresque" pentru orchestră

### Lucrări de diverse ansambluri
- 1. "Prelude" 12 piese pentru Cvartetul de coarde
- 2. Suite pentru Cvartetul de coarde № 1, № 2, № 3
- 3. "Trei piese" pentru Cvartetul de coarde
- 4. "Lullaby și Ostinato"  pentru Cvintetul de instrumente de suflat
- 5. "Improvizație și Scherzo" pentru flaut, violoncel și pian
- 6. "Lullaby și Humoresque" pentru Brass Quintet
- 7. "Hava Nagila" aranjament pentru Brass Quintet
- 8. "Suite" pentru cinci Saxofoane
- 9. "Blues și Rock 'n' Roll" pentru 4 tromboane
- 10. "Romance și Foxtrot" pentru 4 tevi
- 11. 3 piese pentru 4 Corni
- 12. "Preludiu și Ostinato" pentru 4 viori
- 13.  "Happy Tren " pentru ansamblu viorii și pian
- 14. "Passacaglia și dans" pentru flaut, corn francez și pian
- 15. Suite pentru cvartet de instrumente de instrumente de suflat
- 16. Trei piese pentru clarinet și fagot
- 17. Trei piese pentru vioară, violă și violoncel

### Lucrari pentru pian
- 1. Sonata
- 2. Suite "Acuarele" 8 piese
- 3. Suite "În memoria lui Gershwin" 5 piese
- 4. Sonatina
- 5. Trei piese "În memoria lui Șostakovici"
- 6. "Suite pentru copii" în stil popular
- 7. "Blues" 8 piese
- 8. "Preludiu", 12 piese
- 9. "Album pentru copii" 9 piese
- 10. "Suite pentru clavecin" 4 piese
- 11. "Preludiu" 8 piese
- 12. "Improvizație și Toccata"
- 13. "starea de spirit" 5 miniaturi pentru pian
- 14. "Album pentru copii" pentru pian 16 piese
- 15. "Anotimpuri" 4 piese
- 16. Мetodă de a studia pianul 220 piese

## Muzică la filme
- Alexandru Plămădeală (reg. Anatol Codru 1969)
- Visul vieții mele (reg. Anatol Codru 1980)

### Alte lucrări
Precum și diverse lucrări de siruri de caractere, alamă, instrumente de lemn de vânt, voce și pian, muzică pentru filme, piese de teatru, lucrări pentru cor și cântece populare.